# Андраж Шпорар
Андраж Шпорар (Љубљана, 27. фебруар 1994) је словеначки фудбалер који игра као офанзивац за грчког прволигаша Панатинаикос и репрезентацију Словеније.

## Играчка каријера

### Клубови
Шпорар је професионалну каријеру започео у клубу Интерблок. Дана 6. августа 2011. у утакмици против шампиона Цеља дебитовао је за тим у Другој лиги Словеније. На истом мечу Андраж је постигао свој први гол за Интерблок. У лето 2012. Шпорар је прешао у престоничку Олимпију а 15. јула у утакмици против Домжала дебитовао је у првенству Словеније. Андраж је 22. јула у утакмици против Рудара постигао свој први гол за клуб из Љубљане. Исте сезоне помогао је тиму да освоји друго место у шампионату Словеније. Шпорар је 30. августа 2015. на утакмици против Рудара постигао хет-трик. Андраж је 31. октобра у мечу против Цеља направио „покер“. Исте сезоне постао је најбољи стрелац тима са седамнаест голова.
Почетком 2016. Андраж је прешао у швајцарски Базел. 14. фебруара, у мечу против Грасхопера, дебитовао је у швајцарској Супер лиги, заменивши Матијаса Делгада у другом полувремену. Шпорар је 15. априла 2017. на утакмици против Лозане постигао свој први гол за Базел. Исте године помогао је клубу да освоји првенство.
У лето 2017. Андраж је на позајмицу прешао у немачку Арминију Билефелд. Дана 29. јула у мечу против Јана дебитовао је у Друголигашкој Бундеслиги. На истом мечу Шпорар је постигао свој први гол за Арминију. Почетком 2018. Андраж је постао играч братиславског Слована. Износ трансфера био је 600 хиљада евра. Дан 18. фебруара, у утакмици против Земплина, дебитовао је за нови тим. Шпорар је 3. марта у утакмици против Њитре постигао свој први гол за Слован. Андраж је у сезони 2018/19 постао најбољи стрелац словачког првенства са 29 голова.
Дана 31. августа 2021. прелази у енглески Чемпионшип клуб Мидлзбро на сезонску позајмицу. Дебитовао је 11. септембра на гостовању код Ковентри Ситија, ушао је као замена у 63. минуту уместо Онела Ернандеза. Дан 15. септембра постигао је свој први гол на гостовању код Нотингем Фореста (0:2).

### Репрезентација
У новембру 2016. Шпорар је примио први позив у сениорски састав Словеније за утакмице против Малте и Пољске. Дебитовао је против Малте, заменивши Миливоја Новаковића крајем другог полувремена.
Скор и резултати наводе први зброј голова Словеније, колона са скором показује резултат након сваког Шпораровог гола.
| Бр. | Датум               | Стадион                             | Противник     | Скор | Резултат | Такмичење                 |
| --- | ------------------- | ----------------------------------- | ------------- | ---- | -------- | ------------------------- |
| 1   | 21. март 2019.      | Стадион Сами Офер, Хаифа, Израел    | Израел        | 1–0  | 1–1      | Квалификације за ЕП 2020. |
| 2   | 6. септембар 2019.  | Стадион Стожице, Љубљана, Словенија | Пољска        | 2–0  | 2–0      | Квалификације за ЕП 2020. |
| 3   | 4. јун 2021.        | Стадион Бонифика, Копар, Словенија  | Гибралтар     | 1–0  | 6–0      | Пријатељска               |
| 4   | 4. јун 2021.        | Стадион Бонифика, Копар, Словенија  | Гибралтар     | 3–0  | 6–0      | Пријатељска               |
| 5   | 8. октобар 2021.    | Национални стадион, Та'Кали, Малта  | Малта         | 2–0  | 4–0      | Квалификације за СП 2022. |
| 6   | 24. септембар 2022. | Стадион Стожице, Љубљана, Словенија | Норвешка      | 1–1  | 2–1      | Б Лига нација 2022–23.    |
| 7   | 17. новембар 2022.  | Клуж арена, Клуж-Напока, Румунија   | Румунија      | 2–0  | 2–1      | Пријатељска               |
| 8   | 19. јун 2023.       | Стадион Стожице, Љубљана, Словенија | Данска        | 1–0  | 1–1      | Квалификације за ЕП 2024. |
| 9   | 7. септембар 2023.  | Стадион Стожице, Љубљана, Словенија | Северна Ирска | 1–0  | 4–2      | Квалификације за ЕП 2024. |
| 10  | 7. септембар 2023.  | Стадион Стожице, Љубљана, Словенија | Северна Ирска | 4–2  | 4–2      | Квалификације за ЕП 2024. |
| 11  | 21. март 2024.      | Национални стадион, Та'Кали, Малта  | Малта         | 1–0  | 2–2      | Пријатељска               |

## Успеси

### Играчки
Базел
- Суперлига Швајцарске у фудбалу: шампион 2015–16, 2016–17.[20]
- Куп Швајцарске у фудбалу: 2016–17.[20]

Слован Братислава
- Суперлига Словачке у фудбалу: шампион 2018–19.[20]
- Куп Словачке у фудбалу: 2017–18.[20]

Спортинг
- Прва лига Португалије у фудбалу: шампион 2020–21.[21]
- Куп Португалије у фудбалу: првак 2020–21.[20]

Брага
- Куп Португалије у фудбалу: првак 2020–21.[22]

Панатинаикос
- Куп Грчке у фудбалу: првак 2023–24.[23]

Индивидуално
- Прва лига Словеније у фудбалу: најбољи стрелац лиге 2015–16.[24]
- Суперлига Словачке у фудбалу: најбољи стрелац лиге 2018–19, 2019–20.[25]
- Играч године словачке прве лиге: 2018–19.[26]
- Играч месеца словачке прве лиге: новембар/децембар 2018.[27] мај 2019.,[28]  новембар/децембар 2019.[29]
- Гол месеца словачке прве лиге: октобар 2019.[30]
- Словачки прволигашки тим сезоне: 2018–19.,[31] 2019–20.[32]
- Суперлига Грчке у фудбалу Играч месеца: август 2022.[33]